# Dávid Sigér
Dávid Sigér (Debrecen, 30 de noviembre de 1990) es un futbolista húngaro que juega de centrocampista en el ACS Sepsi OSK Sfântu Gheorghe de la Liga II.

## Selección nacional
Sigér es internacional con la selección de fútbol de Hungría, con la que debutó el 5 de septiembre de 2019, en un amistoso frente a la selección de fútbol de Montenegro.

## Clubes
| Club                          | País    | Año       |
| ----------------------------- | ------- | --------- |
| Debrecen II                   | Hungría | 2005-2014 |
| Téglás VSC (cedido)           | Hungría | 2005-2006 |
| Létavértes (cedido)           | Hungría | 2008-2010 |
| Létavértes (cedido)           | Hungría | 2012      |
| Mezőkövesd (cedido)           | Hungría | 2012-2013 |
| Balmazújvárosi FC             | Hungría | 2014-2018 |
| Ferencváros T. C.             | Hungría | 2018-2024 |
| Fehérvár F. C.                | Hungría | 2024      |
| ACS Sepsi OSK Sfântu Gheorghe | Rumania | 2024-     |

## Palmarés

### Títulos nacionales
| Título              | Club              | País    | Año  |
| ------------------- | ----------------- | ------- | ---- |
| Nemzeti Bajnokság I | Ferencváros T. C. | Hungría | 2019 |
| Nemzeti Bajnokság I | Ferencváros T. C. | Hungría | 2020 |
| Nemzeti Bajnokság I | Ferencváros T. C. | Hungría | 2021 |
| Nemzeti Bajnokság I | Ferencváros T. C. | Hungría | 2022 |
| Copa de Hungría     | Ferencváros T. C. | Hungría | 2022 |
| Nemzeti Bajnokság I | Ferencváros T. C. | Hungría | 2023 |